# Gruppo Amici Bubi Merano Calcio a 5
La Società Sportiva Dilettantistica Gruppo Amici Bubi Merano Calcio a 5, nota semplicemente come Bubi Merano, è una squadra italiana di calcio a 5 con sede a Merano.

## Storia

### Le origini
Il Gruppo Amici Bubi viene fondato nel 1982 da un gruppo di sportivi appassionati di calcio a 5 dei quali fa parte anche Renzo Rossi, ex giocatore di serie A tra le file di Inter, Lazio e Catanzaro. Nella sua storia ha preso parte a due fasi finali per l'assegnazione del titolo nazionale (1986 e 1987) e ad altrettante edizioni della Coppa Italia della massima serie. Il miglior piazzamento della società fu nel corso della stagione 1985-86 quando, dopo essersi imposta nel campionato regionale, raggiunge la semifinale scudetto dove è però eliminata dalla Roma Calcetto. Nella fase finale di Coppa Italia, disputata a Chianciano Terme, il percorso si conclude invece all'ottavo posto. Anche la stagione seguente il Bubi Merano prese parte alla fase finale nazionale, non riuscendo tuttavia a superare il girone di qualificazione; partecipò tuttavia alle finali di Coppa Italia a Cagliari concludendo al quinto posto. Nella stagione 1987-88 la società ospita la fase finale del campionato di serie A di calcio a 5 a Merano, dove viene elogiata dalla Federazione e dalle squadre partecipanti per la splendida organizzazione.

### Tra serie B e serie C
La fine degli anni'80 segna il declino della società che riuscirà a raggiungere i campionati nazionali solamente un decennio più tardi, quando la vittoria del campionato regionale di serie C comporta la promozione nella serie B nazionale. In questa categoria rimane per quattro stagioni consecutive, raggiungendo in quella di esordio un prestigioso quarto posto, tuttora miglior piazzamento della società. Nel 2003-04 è nuovamente in serie C: il secondo posto al termine della stagione regolare e la vittoria nello spareggio contro il Green Tower la qualificano ai play-off nazionali dove elimina Clark Udine e Domus Bresso prima di arrendersi in finale al Real Torino. Durante l'estate la società presenta comunque domanda di ripescaggio che verrà accolta in virtù di alcune rinunce avvenute nelle categorie superiori. Il ritorno in serie B si rivela tuttavia problematico perché la squadra, dopo un girone di andata positivo, in quello di ritorno è protagonista di un'involuzione che la costringe a giocarsi la salvezza nei play-out (poi persi) contro l'Isolotto Firenze. Il 2005-06 vede il Bubi conquistare il terzo posto in Serie C, iscrivendo però al contempo anche una formazione Under-18 al Campionato Provinciale di Serie D. Sulla base di questa esperienza, nella stagione successiva il Bubi iscrive per la prima volta una formazione al Campionato Nazionale Under 21, mentre la prima squadra vince il Campionato Regionale di Serie C infrangendo una serie di record: 19 vittorie consecutive, imbattuta per 25 gare consecutive, vittoria della Coppa Italia Regionale con 7 successi su 7 partite. Nel 2007-08 la società affronta per la sesta volta nella sua storia il campionato nazionale di serie B, concludendo al 13º posto nel girone B e retrocedendo nuovamente nel campionato regionale, nel frattempo sdoppiatosi in due livelli. Le soddisfazioni maggiori in questa stagione giungono dalla formazione Under-21 che si qualifica ai play-off scudetto dove è tuttavia eliminata al primo turno dalla Reggiana. Serviranno tre stagioni nella neonata serie C1 regionale prima di fare ritorno in serie B, categoria che la società ha mantenuto nei tre campionati seguenti. Nell'estate del 2021 la società unisce le forze con i concittadini del Real Merano dando vita al "Real Bubi Merano C5" che si iscrive nella Serie C1 del Trentino-Alto Adige.

## Statistiche e record
Si riportano di seguito le partecipazioni ai campionati della società dalla stagione 1998-99 in poi.
| Livello | Categoria | Partecipazioni | Debutto   | Ultima stagione | Totale |
| ------- | --------- | -------------- | --------- | --------------- | ------ |
| 2º      | Serie A2  | 4              | 2016-2017 | 2020-2021       | 4      |
| 3°      | Serie B   | 12             | 1999-2000 | 2019-2020       | 12     |
| 4°      | Serie C   | 4              | 1998-1999 | 2006-2007       | 8      |
| 4°      | Serie C1  | 4              | 2008-2009 | 2021-2022       | 8      |

## Palmarès
- Campionati regionali: 10

1984; 1984-1985; 1985-1986; 1986-1987; 1987-1988; 1988-1989; 1991-1992; 1998-1999; 2006-2007; 2010-2011
- Coppa Italia regionale: 3

2006-2007; 2009-2010; 2010-2011

## Organigramma societario
- Presidente: Antonio Calovi
- Vice Presidente: Claudio Barbieri
- Segretario: Roberto Broilo
- Direttore Sportivo: Roberto Tschurtschenthaler
- Consigliere: Stefano Marinelli
- Consigliere: Renzo Cecchinato
- Accompagnatore Uff. U21: Andrea Nardo
- Team Manager Serie B e Under21: Giuseppe Caldaroni
- Responsabile Marketing: Daniela Consolati

- Allenatore Serie B: Roberto Vanin
- Allenatore in 2ª Serie B: Andrea Benazzi
- Allenatore Under21: Gianni Reale
- Aiuto allenatore Under21: Chiara Tulumello
- Preparatore Portieri: Andrea Broggi
- Preparatore Portieri: Denis Romanelli
- Allenatore Serie C2: Giulio Bonfiglio